# Industrie spatiale

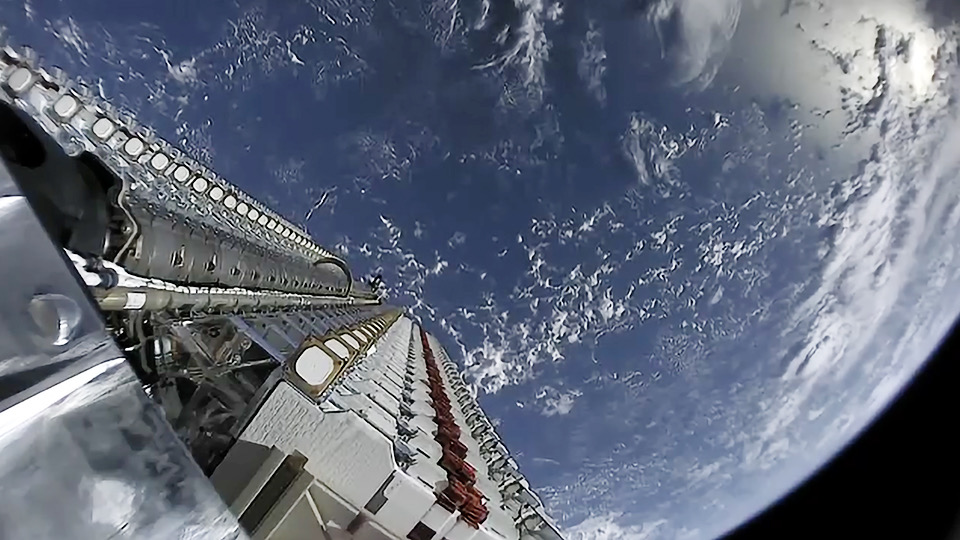
Photo d'une mission Starlink (fournisseur d'accès à Internet par satellite appartenant à la société SpaceX)

L'industrie spatiale est la composante de l'industrie spécialisée dans le secteur spatial. Elle se distingue du commerce spatial en ce qu'elle concerne la fabrication de tout ou partie d'un élément d'un système spatial : véhicule spatial, tel que satellite artificiel, lanceur, etc. Elle ne se confond pas non plus avec la fabrication dans l'espace, qui ne recouvre qu'une partie de l'industrie spatiale. Elle est constituée des entreprises industrielles du secteur privé répondant à la commande des agences gouvernementales développant des programmes spatiaux.

## Historique
Historiquement, cette industrie est fortement liée au secteur aéronautique et spatial.

## Caractéristiques
L'industrie spatiale diffère du secteur aéronautique et spatial par le type de produits fabriqués et par son marché (agences spatiales, opérateurs…) Ses principaux acteurs sont aujourd'hui soit des entreprises travaillant uniquement pour le secteur spatial, soit des branches d'entreprises des secteurs de l'aéronautique (EADS, Boeing…) et de la défense (Thales…). Elle s'en distingue notamment par la qualité des produits qui y sont réalisés, répondant à des normes strictes pour supporter l'environnement spatial, et étant qualifiés « Espace ». On trouve déjà un très haut niveau de qualité dans l'industrie aéronautique du fait de son devoir de sécurité pour le transport de personnes. Les avions ont des équipements fiables souvent redondés et si l'un tombe en panne au cours d'un vol, il est remplacé lors de l'escale suivante. Pour un équipement spatial, c'est impossible : il n'y a pas de dépanneur de l'Espace (sauf cas très exceptionnel).

## En Europe
Après le lancement du premier satellite artificiel, le soviétique Spoutnik, le 4 octobre 1957, et du premier satellite américain Explorer 1, le 1er février 1958, la France, après création de son agence spatiale, le Centre national d'études spatiales (CNES), le 15 décembre 1961, est devenue la troisième puissance spatiale avec le lancement de la fusée Diamant, le 26 novembre 1965, depuis la base algérienne d'Hammaguir mettant en orbite le premier satellite Astérix. En parallèle, d'autres pays européens (Royaume-Uni, Allemagne, Italie) commençaient également des activités dans ce domaine, sous l'impulsion d'agences spatiales nationales. Mais très rapidement, des alliances devaient se concrétiser entre firmes des divers pays et l'industrie spatiale est devenue européenne, surtout après la création du Conseil européen de recherches spatiales (ESRO) en 1962, devenant l'Agence spatiale européenne (ESA) en 1975. Aussi, les politiques spatiales de ces pays se sont rapidement mêlées intimement au sein d'une politique spatiale européenne, appelant à la création d'une industrie spatiale européenne.